# Unoaerre
Unoaerre è la più importante azienda orafa di Arezzo, città che costituisce uno dei poli italiani dell'oreficeria insieme a Valenza e Vicenza.

## Genesi del nome Unoaerre
Il nome UNOAERRE deve la sua genesi grazie all'entrata in vigore di una legge che regolava la produzione e il commercio dei preziosi.
Tale legge, impose ad ogni azienda italiana produttrice di metalli preziosi di applicare il bollo di riconoscimento.
La Gori&Zucchi fu la prima a fare richiesta e venne bollata con il marchio di Stato "1AR", successivamente, negli anni Cinquanta sarà registrato anche come marchio aziendale.

## Storia

### Le origini
La UnoAErre è fondata il 15 marzo 1926 ad Arezzo da Carlo Zucchi, artigiano e proprietario di un piccolo negozio di oreficeria ereditato dal padre, e da Leopoldo Gori, rappresentante.
I due danno vita alla Gori & Zucchi con i primi laboratori nell'antico centro storico di Arezzo.
Il 2 aprile 1934 viene attribuita alla società la numerazione obbligatoria da imprimere su tutti i prodotti e come azienda orafa della provincia di Arezzo ottiene la 1AR. Tale sigla, scritta per esteso, diverrà a tutti gli effetti il marchio e la denominazione della società.
I due fondatori hanno l'intuizione, che poi si rivelerà un successo, di portare i metodi di produzione industriali nel settore orafo, permettendo una riduzione del costo della manifattura sul prodotto finito.

### Seconda metà del novecento
Il periodo di maggior produzione e sviluppo si ha negli anni Sessanta, quando l'azienda arriva ad impiegare fino a 1.500 persone. Negli anni Settanta da una costola della società nasce Chimet per il recupero dei residui dei materiali.
Negli anni Sessanta iniziano i primi grandi contatti di Unoaerre con il mondo della cultura.
Quando ancora non si parlava di sponsor, la Società orafa aretina bandiva nel 1966 il Premio letterario “per un’opera di narrativa o di poesia adatta ai ragazzi” della cui giuria, presieduta dal premio Nobel Salvatore Quasimodo, facevano parte anche il poeta Elio Filippo Accrocca e Mario Guidotti. La nobile iniziativa di alto livello culturale dette inizio a più frequenti contatti con il mondo dell’arte.
L'azienda va in difficoltà alla fine degli anni Novanta. Nel 1999 un fondo di private equity della Deutsche Bank, Morgan Grenfell, rileva la maggioranza del capitale. Esce nel 2007 quando la famiglia Zucchi ritorna, con il sostegno delle banche, ad essere proprietaria della società che continua però ad avere i conti in rosso. Nel novembre 2010 viene presentata in tribunale domanda di concordato preventivo; su richiesta delle banche creditrici (Mps e Intesa Sanpaolo) alla guida viene posto Sergio Squarcialupi, "patron" di Chimet e già amministratore delegato al vertice dell'azienda negli anni Novanta. Nel 2011 è completato il trasferimento in un nuovo stabilimento alla periferia di Arezzo (il terzo trasferimento della storia della società).

### Una nuova Era
Sergio Squarcialupi, nel 2012 rileva il 100% di UnoAerre., riconsolidando l'azienda
Unoaerre Divertifica il mercato e rileva nel 2022 il 68% Ercolani Romano Galvanotecnica Srl, andando a completare i cicli integrati di manifattura, che vanno dalla produzione della materia prima (metalli preziosi) fino alla realizzazione del prodotto finito.
Unoaerre conferma il trend di crescita nel 2022, nonostante lo scenario globale complesso, grazie alla diversificazione del modello di business, alle ristrutturazioni sui canali di vendita hanno consentito di chiudere il 2022 con un giro d’affari a 276 milioni di euro (+13% rispetto al 2021), e con un ebitda di circa 21 milioni di euro, rispetto ai 13 milioni di euro del 2021 (+58 per cento).
NEl 2020 l'azienda predispone anche uno specifico bilancio di sostenibilità.

## Museo
Nella sede dell'azienda è stato allestito un museo: Museo Aziendale Gori & Zucchi con una sezione di "archeologia industriale orafa" (macchinari d'epoca) e un'esposizione dei principali gioielli che hanno segnato la produzione dell'azienda, compresi quelli realizzati in collaborazione con alcuni importanti artisti come Salvatore Fiume, Pietro Cascella, Salvador Dalí o Giò Pomodoro.